# 궈징
곽정(郭靜, 1980년 8월 5일 ~ )는 중화민국의 가수이다.

## 음반 목록
정규 음반
- 2007년: 아불상망기니
- 2008년: 하일개천량
- 2009년: 재수상창가
- 2010년: 니 붕우
- 2011년: 배저아적시후상저타
- 2012년: 아문도능행복저
- 2014년: 염우

정선 음반
- 2013년: 치순정